# مدرس معتمد
المدرس المعتمد أو المعلم المعتمد (المعروف أيضًا باسم المعلم المسجل أو المعلم المرخص أو المعلم المحترف بناءً على الاختصاص القضائي) هو معلم حصل على أوراق اعتماد من مصدر موثوق، مثل هيئة تنظيمية حكومية أو إدارة/وزارة تعليمية أو مؤسسة للتعليم العالي أو هيئة خاصة. يمنح مؤهل المعلم هذا للمعلم تصريحًا للتدريس والتقييم في مرحلة ما قبل المدرسة أو التعليم الابتدائي أو الثانوي في البلدان أو المدارس أو مجالات المحتوى أو المناهج الدراسية حيث يلزم الحصول على تصريح لذلك. في حين أن العديد من الجهات المرخصة تتطلب خبرة تدريس الطلاب قبل الحصول على شهادة المعلم، فإن الطرائق تختلف من بلد إلى آخر.